# Passeport comorien
Le passeport comorien est un document de voyage international délivré aux ressortissants comoriens, et qui peut aussi servir de preuve de la citoyenneté comorienne.

## Origine et histoire
Depuis 2007, les passeports comoriens sont produits par la société Semlex fondée en 1992  par le belge Albert Karaziwan. En janvier 2018, Reuters publie un article relatant que Semlex produit des passeports que l'État commercialise , et révèle qu'Albert Karawizan est en possession de 3 passeports comoriens et que son épouse et son fils disposent tous deux d'un passeport diplomatique comorien. Reuters révèle également que les Comores ont délivré 2800 passeports diplomatiques depuis 2008, et qu'au moins 184 d'entre eux auraient été vendus à des non-Comoriens. Semlex aurait aussi arrangé la délivrance de passeports comoriens aux populations bidounes du Koweït et des Émirats arabes unis pour une rémunération par ces pays de 4 500 dollars par passeport distribué.

## Liste des pays sans visa ou visa à l'arrivée

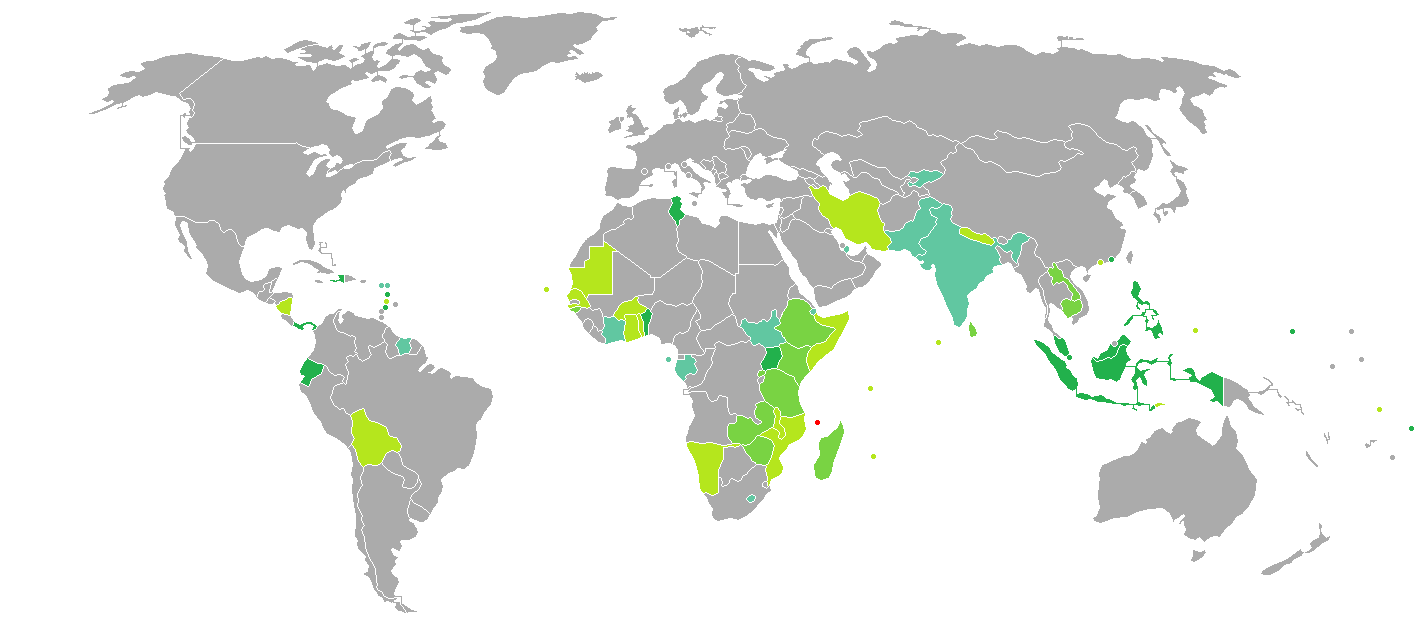
Comores
Visa non nécessaire
Visa à l'arrivée
Système de visa électronique
Visa électronique ou à l'arrivée
Visa requis avant l'arrivée
Interdiction de voyager

Le passeport comorien permet au détenteur de voyager dans 54 pays ou territoires sans visa. 
Pays pour lesquels le visa n'est pas nécessaire à l'arrivée :
- Bénin
- Dominique
- Équateur
- Gambie
- Haïti
- Malawi
- Micronésie
- Singapour
- Ouganda
- Saint Vincent et Grenadines

- Comores
- Visa non nécessaire
- Visa à l'arrivée
- Système de visa électronique
- Visa électronique ou à l'arrivée
- Visa requis avant l'arrivée
- Interdiction de voyager

## Caractéristiques du passeport
Le passeport comorien est un passeport biométrique dont le score de mobilité est de 45 d'après le classement établi par le site Passport Index . 
Ce passeport est considéré comme biométrique depuis 2007 car il est doté d'une puce électronique contenant les informations biométriques  du voyageur à des fins d'authentification.